# Kaleb Tarczewski
Kaleb Tarczewski (Claremont, 26 febbraio 1993) è un cestista statunitense, che gioca come centro.

## Carriera
Con gli Stati Uniti ha disputato i Giochi panamericani di Toronto 2015.

## Statistiche

### Campionato stagione regolare
| Stagione        | Squadra        | Competizione | Partite | Partite | Partite | Statistiche tiro | Statistiche tiro | Statistiche tiro | Altre statistiche | Altre statistiche | Altre statistiche | Altre statistiche | Altre statistiche |
| Stagione        | Squadra        | Competizione | Pres.   | Titol.  | Minuti  | Tiri da 2        | Tiri da 3        | Liberi           | Rimb.             | Assist            | Rubate            | Stopp.            | Punti             |
| --------------- | -------------- | ------------ | ------- | ------- | ------- | ---------------- | ---------------- | ---------------- | ----------------- | ----------------- | ----------------- | ----------------- | ----------------- |
| 2016-mar. 2017  | OKC Blue       | NBA D-League | 43      | 1       | 1097    | 152/242          | 0/0              | 125/172          | 313               | 23                | 12                | 30                | 429               |
| mar.-2017       | Olimpia Milano | Serie A      | 7       | 6       | 88      | 17/33            | 0/0              | 9/14             | 36                | 4                 | 3                 | 1                 | 43                |
| 2017-2018       | Olimpia Milano | Serie A      | 17      | 15      | 317     | 53/74            | 0/0              | 42/52            | 118               | 8                 | 9                 | 11                | 148               |
| 2018-2019       | Olimpia Milano | Serie A      | 19      | 15      | 412     | 90/107           | 0/0              | 36/60            | 122               | 12                | 4                 | 16                | 216               |
| 2019-2020       | Olimpia Milano | Serie A      | 19      | 14      | 397     | 57/88            | 0/1              | 42/58            | 111               | 6                 | 11                | 12                | 156               |
| Totale carriera |                |              |         |         |         |                  |                  |                  |                   |                   |                   |                   |                   |

### Eurolega
| Stagione        | Squadra        | Competizione | Partite | Partite | Partite | Statistiche tiro | Statistiche tiro | Statistiche tiro | Altre statistiche | Altre statistiche | Altre statistiche | Altre statistiche | Altre statistiche |
| Stagione        | Squadra        | Competizione | Pres.   | Titol.  | Minuti  | Tiri da 2        | Tiri da 3        | Liberi           | Rimb.             | Assist            | Rubate            | Stopp.            | Punti             |
| --------------- | -------------- | ------------ | ------- | ------- | ------- | ---------------- | ---------------- | ---------------- | ----------------- | ----------------- | ----------------- | ----------------- | ----------------- |
| 2017-2018       | Olimpia Milano | Eurolega     | 30      | 29      | 590     | 65/101           | 0/0              | 70/95            | 172               | 9                 | 10                | 23                | 200               |
| 2018-2019       | Olimpia Milano | Eurolega     | 24      | 24      | 435     | 63/87            | 0/0              | 27/39            | 110               | 9                 | 10                | 16                | 153               |
| 2019-2020       | Olimpia Milano | Eurolega     | 28      | 23      | 595     | 89/136           | 0/0              | 49/73            | 161               | 11                | 11                | 26                | 227               |
| Totale carriera |                |              |         |         |         |                  |                  |                  |                   |                   |                   |                   |                   |

### Cronologia presenze e punti in Nazionale
| Cronologia completa delle presenze e dei punti in Nazionale - Stati Uniti | Cronologia completa delle presenze e dei punti in Nazionale - Stati Uniti | Cronologia completa delle presenze e dei punti in Nazionale - Stati Uniti | Cronologia completa delle presenze e dei punti in Nazionale - Stati Uniti | Cronologia completa delle presenze e dei punti in Nazionale - Stati Uniti | Cronologia completa delle presenze e dei punti in Nazionale - Stati Uniti | Cronologia completa delle presenze e dei punti in Nazionale - Stati Uniti | Cronologia completa delle presenze e dei punti in Nazionale - Stati Uniti |
| Data                                                                      | Città                                                                     | In casa                                                                   | Risultato                                                                 | Ospiti                                                                    | Competizione                                                              | Punti                                                                     | Note                                                                      |
| ------------------------------------------------------------------------- | ------------------------------------------------------------------------- | ------------------------------------------------------------------------- | ------------------------------------------------------------------------- | ------------------------------------------------------------------------- | ------------------------------------------------------------------------- | ------------------------------------------------------------------------- | ------------------------------------------------------------------------- |
| 21-07-2015                                                                | Toronto                                                                   | Stati Uniti                                                               | 85 - 66                                                                   | Venezuela                                                                 | Giochi panamericani - Fase a gironi                                       | 8                                                                         |                                                                           |
| 22-07-2015                                                                | Toronto                                                                   | Stati Uniti                                                               | 102 - 70                                                                  | Porto Rico                                                                | Giochi panamericani - Fase a gironi                                       | 7                                                                         |                                                                           |
| 23-07-2015                                                                | Toronto                                                                   | Stati Uniti                                                               | 83 - 93                                                                   | Brasile                                                                   | Giochi panamericani - Fase a gironi                                       | 5                                                                         |                                                                           |
| 24-07-2015                                                                | Toronto                                                                   | Stati Uniti                                                               | 108 - 111                                                                 | Canada                                                                    | Giochi panamericani - Semifinale                                          | 7                                                                         |                                                                           |
| 25-07-2015                                                                | Toronto                                                                   | Stati Uniti                                                               | 87 - 82                                                                   | Rep. Dominicana                                                           | Giochi panamericani - Finale 3º/4º posto                                  | 6                                                                         |                                                                           |
| Totale                                                                    |                                                                           | Presenze                                                                  | 5                                                                         |                                                                           | Punti                                                                     | 33                                                                        |                                                                           |

## Palmarès
- Campionato italiano: 2

Olimpia Milano: 2017-18, 2021-22
- Supercoppa italiana: 3

Olimpia Milano: 2017, 2018, 2020
- Coppa Italia: 2

Olimpia Milano: 2021, 2022